# P'yŏngsŏng
P'yŏngsŏng sau Pyongsong (coreeană: 평성시) este un oraș din Coreea de Nord. Are 284.386 locuitori.

## Împărțire administrativă
Orașul este împărțit în 20 de cartiere (dong) și 14 sate (ri).
| - Chungdŏk-tong (중덕동) - Churye-dong (주례동) - Hach'a-dong (하차동) - Haksu-dong (학수동) - Kuwŏl-dong (구월동) - Munhwa-dong (문화동) - Okchŏn-dong (옥전동) - Ori-dong (오리동) - Podŏk-tong (보덕동) - Samhwa-dong (삼화동) - Sangch'a-dong (상차동) - Songryŏng-dong (송령동) - Ponghak-tong (봉학동) - P'yŏngsŏng-dong (평성동) - Raengch'ŏn-dong (랭천동) - Tŏksŏng-dong (덕성동) - Tumu-dong (두무동) | - Ŭndŏk-tong (은덕동) - Yangji-dong (양지동) - Yŏkch'ŏn-dong (역전동) - Chamo-ri (자모리) - Chasal-li (자산리) - Ch'ŏng'ong-ri (청옥리) - Hadal-li (하단리) - Hut'al-li (후탄리) - Hwap'o-ri (화포리) - Koch'ŏl-li (고천리) - Kyŏngsil-li (경신리) - Ŏjung-ri (어중리) - Paeksong-ri (백송리) - Ryulhwa-ri (률화리) - Samryong-ri (삼룡리) - Unhŭng-ri (운흥리) - Wŏlp'o-ri (월포리) |